# Zabol (stad)
Zabol (Zabul) is een stad en hoofdstad van de sharestan Zabol, provincie Sistan en Beloetsjistan in Iran. De stad ligt ongeveer 30 kilometer van de grens met Afghanistan en telt 134.950 inwoners.
Nabij Zabol ligt een draslandsysteem met de drie Hamoun-meren: Hamoun-e-Puzak, Hamoun-e-Saberi en Hamoun-e-Hirmand. Deze meren krijgen periodiek water uit de rivier Helmand maar liggen grote delen van het jaar droog.